# Shauna O’Brien (Schauspielerin)
Shauna O’Brien (* 17. Oktober 1970 in Pasco, Washington) ist eine US-amerikanische Schauspielerin und Model. Als Stevie Jean wurde sie im Januar 1992 Penthouse Pet des Monats. Weiterhin trat sie unter den Namen Steve Jean, Shana O’Brien und Shawna O’Brien auf.

## Karriere
Shauna wuchs auf einer Farm in Pasco gemeinsam mit sieben Brüdern in einer großen Familie irischstämmiger Amerikaner auf. Sie nahm als Reiterin an lokalen Rodeos teil und war in verschiedenen Sportarten aktiv. Bei lokalen Schneemobil-Rennen gewann sie mehrere Trophäen. In ihrer Jugend betrieb sie außerdem Bodybuilding. Mit 18 Jahren zog sie nach Los Angeles.
Einige Jahre lang arbeitete sie auf Filmsets für verschiedene Blockbuster-Filme. Durch eine kleine Rolle in Noch drei Männer, noch ein Baby, die jedoch dem finalen Schnitt zum Opfer fiel, konnte sie der Screen Actors Guild beitreten. Sie nahm in Folge Schauspielunterricht, den sie aber nicht ernst verfolgte.
Sie begann als Model für verschiedene Magazine vor der Kamera zu posieren. Dazu zählen Muscle & Fitness (3 Coverbilder), der Katalog von Frederick’s of Hollywood und das Centerfold der Penthouse-Ausgabe Januar 1992. Neben mehreren TV-Werbungen und Auftritten in TV-Shows hatte sie auch Auftritte in Musikvideos von Mötley Crüe, Danzig, Poison und anderen.
Zu Beginn ihrer Karriere hatte sie Rollen in verschiedenen Erotikfilmen wie Seduce Me: Pamela Principle 2 und Wild Malibu Weekend. Der Durchbruch gelang ihr 1995 mit dem Film Friend of the Family, in dem sie die Elke Taylor spielte – eine Freundin der Stillman-Familie, bei denen sie einzieht und einen nach dem anderen verführt. Ursprünglich wurde ihr vom Regisseur Edward Holzman nur eine kleine Rolle in dem Film angeboten, jedoch ersetzte sie in letzter Minute die Hauptdarstellerin Brandy Ledford. In Folge erhielt sie mehrere Hauptrollen in für den Videomarkt gedrehten Erotikfilmen wie Fugitive Rage, Striking Resemblance, Desirable Liaisons, und Summer Temptations 2.
Nach Geburt ihres Kindes unterzog sich Shauna plastischer Chirurgie im Brustbereich. In Interviews gab sie an, dies für ihr eigenes Wohlempfinden bei der Arbeit in Nacktszenen getan zu haben.
Im April 1995 schaltete sie ihre eigene Webseite online.

## Filmografie (Auswahl)

### Filme
- Gastauftritte in Pretty Woman, Flatliners, Und wieder 48 Stunden, Noch drei Männer, noch ein Baby, The Marrying Man.
- 1995: Friend of the Family
- 1995: Elke – von allen begehrt (Elke)
- 1995: Glut der Begierde (Passionate Revenge)
- 1995: Heißer Draht (Over the Wire)
- 1996: Passion for Murder – Mord aus Leidenschaft (Deadlock: A Passion for Murder)
- 1996: Die Rache der Tara McCormick (Fugitive Rage)
- 1996: Friend of the Family II
- 1997: The Escort
- 1998: The Escort II
- 1998: Summer Temptations
- 1999: Oral Office – Sex und Politik (Scandal – Part VI)
- 1999: Schneller Sex – Kurzer Ruhm (Sweet Revenge)
- 1999: Voyeur
- 2000: The Mistress Club
- 2000: Summer Temptations II
- 2000: Madame Hollywood
- 2000: Zorros kleine Schwester: Rache & Verführung (Zorrita: Passion's Avenger)
- 2000: Sex Files: Creating the Perfect Man
- 2000: Emmanuelle 2000: Aus nächster Nähe (Being Emmanuelle)
- 2000: Emmanuelle 2000: Nackte Tatsachen (Emmanuelle and the Art of Love)
- 2000: Emmanuelle 2000: Zurück im Paradies (Emmanuelle in Paradise)
- 2000: Emmanuelle 2000: Ein heißes Weekend (Jewel of Emmanuelle)
- 2000: Emmanuelle 2000: Intime Begegnungen (Emmanuelle’s Intimate Encounters)
- 2001: Emmanuelle 2000: Eine Frage der Lust (Emmanuelle’s Sensual Pleasures)
- 2003: Emmanuelle 2000: Pikante Lektionen (Emmanuelle Pie)
- 2001: Platinum Blonde
- 2002: Dangerous Invitations

### Gastauftritte im TV
- 1991: Raumschiff Enterprise: Das nächste Jahrhundert (Star Trek: The Next Generation, Fernsehserie, Folge 5x08 Unification: Teil 2)
- 1996/1998: Beverly Hills Bordello (Fernsehserie, zwei Folgen)
- 2000: Kama Sutra (Fernsehserie, zwei Folgen)
- 2000: Lady Chatterly's Stories (Fernsehserie, zwei Folgen)

### Auftritte in Musikvideos
- Mötley Crüe – „Primal Scream“
- Danger Danger – „Monkey Business“
- Poison – „Fire and Ice“
- Gerardo – „When the Lights Go Out“
- Pauly Shore – „Thank God I'm a Country Boy“
- Danzig – „How The Gods Kill“
- Phunk Junkeez – „Me N Yer Girl“